# رون كروفورد
رون كروفورد (بالإنجليزية: Ron Crawford)‏ هو ممثل أمريكي، ولد في 11 أكتوبر 1945 بتامبا في الولايات المتحدة.

## وصلات خارجية
- رون كروفورد على موقع IMDb (الإنجليزية)
- رون كروفورد على موقع ألو سيني (الفرنسية)
- رون كروفورد على موقع أول موفي (الإنجليزية)
- رون كروفورد على موقع قاعدة بيانات الفيلم (الإنجليزية)
- رون كروفورد على موقع كينوبويسك (الروسية)